# Vera Cruz (Indiana)
Vera Cruz est une municipalité située dans le comté de Wells, dans l’État de l'Indiana, aux États-Unis. Lors du recensement de 2020, elle compte 72 habitants.